# زهير الهيتي
زهير الهيتي كاتب وصحفي عراقي ولد في العام 1957 ومقيم في ألمانيا.

## أعماله
صدرت له أربع روايات: “يومي البعيد (2002)، “الغبار الأميركي” (2009) ”أيام التراب” دار التنوير للطباعة والنشر (2016) و«عش الجمر» (دار الساقي 2020) إضافة إلى دراسة بعنوان “صورة العراقي في الرواية العربية” (2006)، وتعد رواية «أيام التراب» من أشهر أعماله الأدبيه، صدرت الرواية لأوّل مرة عام 2016 عن دار التنوير للطباعة والنشر في بيروت. ودخلت في القائمة الطويلة للجائزة العالمية للرواية العربية لعام 2017، المعروفة باسم «جائزة بوكر العربية» وفازت بها، يروي الكاتب العراقي «زهير الهيتي» في هذه الرواية حكاية «غصن الباب» بطلة الرواية التي بدأت تفاصيلها مع سقوط بغداد ودخول الاحتلال الأمريكي العراق، سادت أوضاع من الفوضى وعمليّات القتل الثأري تحت شعار تخليص البلاد من نظام صدام حسين، فزرعت ميليشيات من الرعاع الخوف في نفوس فئات واسعة من الشعب العراقي، خاصة المسيحيين منهم، في العراق. «غصن البان» من سلالة بَنَت مجدها أيام الملكية العراقية، تراقب تحولات المجتمع العراقي، وتقرأه من خلال لوحات لفنانين كبار اقتناها جدها، أحد أشد أنصار الملكية، وعلقها على حائط الصالة الكبيرة. كما من خلال علاقتها بشخصيات متعدّدة من المسيحيين.
وفي الرواية الأخيرة «عش الجمر» التي صدرت عام 2020م يمكن القول، بانها تندرج في سلسلة طويلة من الأعمال الروائية العربية التي التزم فيها كاتبوها تسليط أضوائهم الكاشفة على أحد الجوانب السلبية في المجتمع العربي الحديث والمعاصر ـ وما أكثرها - مثل الإرهاب، والتعصب، والاستعباد، وخنق الحرية الفردية، والفساد السياسي والأخلاقي وغيرها. بل يُحسب أن قسماً كبيراً من الأعمال الروائية العربية تندرج في خانة الدستوبيا العربية، أي تلك الأعمال التي يرصد فيها كاتبوها «عالم الواقع المرير الذي يعيشه الإنسان العربي، والذي يتجرد فيه الإنسان من إنسانيته، ويتحول فيه الكائنات إلى مسوخ»، وحيث يسود التلوث والقهر والتخلف، والعبودية، والجريمة، وتسليع المرأة واستعبادها.